# Koncentracijski logor Dachau
Sabirni logor Dachau je bio nacistički koncentracijski logor, i prvi logor otvoren u Njemačkoj, na mjestu napuštene tvornice streljiva kod srednjovjekovnog grada Dachaua, oko 16 km sjeverozapadno od središta  Münchena u Bavarskoj na jugu Njemačke.
Logor je otvoren u ožujku 1933. i bio je prvi redovni koncentracijski logor koju je osnovala koalicijska vlada nacional-socijalista i katoličke Partije centra (raspuštena 6. srpnja 1933.) Heinrich Himmler, šef policije u Münchenu, je opisao logor kao „prvi koncentracijski logor za političke zatvorenike“.
Dachau je služio kao prototip i model za ostale nacističke koncentracijske logore. Njegovu osnovnu organizaciju, raspored i planove zgrada je projektirao zapovjednik Theodor Eicke i primijenjen je na ostale kasnije kampove. Eicke je sam postao glavnim inspektorom za sve koncentracijske logore, odgovoran za modeliranje ostalih prema ovom primjeru.
Ukupno je u logoru bilo smješteno preko 200 000 zatvorenika. Vjeruje se da je 25.613 zatvorenika umrlo u glavnom logoru, a još oko 10 000 u okolnim logorima uglavnom od bolesti, neuhranjenosti i samoubojstava. Početkom 1945. prije njegove evakuacije, pojavila se epidemija tifusa od kojeg je umrlo mnogo slabijih zatvorenika. Uz mnogo veći logor Auschwitz, Dachau je postao simbol nacističkih koncentracijskih logora. Dachau je drugi logor koji su oslobodile britanske i američke snage. Tako je postao jedno od prvih mjesta gdje je zapad bio svjedok brutalnosti nacista.